# Hohoemi no Bakudan
"Hohoemi no Bakudan" (微笑みの爆弾) é uma canção da cantora japonesa Matsuko Mawatari, que foi lançada como single em 1992. Ela é a faixa nº 2 do seu segundo álbum, chamado nice unbalance.
Esta canção tornou-se conhecida por ser o tema de abertura do anime Yu Yu Hakusho. A versão brasileira desta canção, cantada por Luís Henrique, foi intitulada de "Sorriso Contagiante".
Em 2014, esta canção foi escolhida como uma das músicas presentes no jogo eletrônico J-Stars Victory VS.

## Desempenho nas paradas musicais
| Ano  | Parada musical | Desempenho | Ref.  |
| ---- | -------------- | ---------- | ----- |
| 1992 | Oricon         | #45        | [ 4 ] |
| 2005 | Oricon         | #187       | [ 4 ] |

## Faixas do single

### Single de 1992
| N.º | Título                   | Duração |  |
| 1.  | "微笑みの爆弾"           | 4:10    |  |
| 2.  | "ホームワークが終らない" | 4:50    |  |

### Single de 2005
| N.º | Título                                    | Duração |  |
| 1.  | "微笑みの爆弾" (by Mawatari)              |         |  |
| 2.  | "アンバランスなKISSをして" (by Takahashi) |         |  |
| 3.  | "太陽がまた輝くとき" (by Takahashi)       |         |  |
| 4.  | "微笑みの爆弾" (by Mawatari)              |         |  |
| 5.  | "アンバランスなKISSをして" (by Takahashi) |         |  |
| 6.  | "微笑みの爆弾" (by Mawatari)              |         |  |
| 7.  | "アンバランスなKISSをして" (by Takahashi) |         |  |
| 8.  | "太陽がまた輝くとき" (by Takahashi)       |         |  |

## Versões cover
Vários outros artistas japoneses já gravaram cover desta canção, como:
- Shoko Nakagawa- presente no álbum "Shoko-tan Cover 3: Anison wa Jinrui o Tsunagu", de 2010.
- Megumi Ogata, presente no álbum "Yu Yu Hakusho (collective rare trax)"
- Mariya Ise
- Atsuko Enomoto
- Atsushi Abe
- Hisayoshi Suganuma
- Marina Inoue
- Sara White

No álbum V-Anime Rocks, um projeto de covers de bandas de visual kei para músicas de animes, a banda Sadie participou com sua versão.